# Komplekst konjugerede
For et komplekst tal z = a + ib er den komplekst konjugerede {\displaystyle {\overline {z}}=a-ib}.

## Egenskaber
Hvor z, g er komplekse tal:
- {\displaystyle z{\overline {z}}=|z|^{2}}
- {\displaystyle z\in \mathbb {R} \iff z={\overline {z}}}
- {\displaystyle {\overline {z+g}}={\overline {z}}+{\overline {g}}}
- {\displaystyle {\overline {zg}}={\overline {z}}{\overline {g}}}